# Zeekr・001
Zeekr 001（ジーカー001）は、吉利汽車（Greely）のプレミアムブランドであるZeekr（极氪）から発売されるステーションワゴン型の二次電池式電気自動車である。

## 概要
2020年にLynk＆Co Zero Conceptとして発表された。市販版の001は、2021年4月16日に発表された。フロントデザインはLynk＆Coのものになっている。
001は、Lynk＆Co Zero EVと同様にGeelyグループのEVモデル専用のSEAプラットフォームを使用する。

## パフォーマンス
001の最上位グレードには、前後の車軸に電気モーターが搭載されており、合計出力536馬力（400kW、543PS）、トルク700N・m（516lb・ft）を出力し、0から100km/hまで3.8秒で加速し、最高速度200km/h以上で走行が可能。Zeekrは、001はフル充電で最大700km走行でき、充電によりわずか5分の充電時間で120km走行可能な電力を供給できると主張している。 2023年には1,000台限定の特別モデルが販売され、140kWhのCATL Qilinバッテリーを搭載し、最大1,000kmの航続距離を実現させた。

## モデル

### 2023年モデル
2023年1月には、アップグレードされた2023年モデルのZeekr 001が発表された。このモデルでは、デンソー製モーターが中国のVremt製モーターに置き換えられた。Vremt（Viridi E-Mobility Technology）とは、Zeekrの親会社であるGeelyの子会社である。アップグレードされたZeekr 001では、140kWhのCATL Qilinバッテリーのオプションが提供され、最大航続距離は1,000kmを超える。

### 2024年モデル
2024年2月、Zeekr 001はマイナーチェンジが行われ、エクステリアは数か月前に発表された001 FRパフォーマンスバリアントのスタイルを踏襲した。インテリアシステムには、Zeekr OS 6.0システム、15.05インチ2.5K OLEDセンタースクリーン、35.5インチAR-HUDが搭載されています。このプラットフォームは現在、95kWhおよび100kWhバッテリーを含むバッテリーオプションを備えた800V高電圧充電システムをサポートしています。航続距離は、グレードごとに異なるが、最大675km、705km、750kmになっている。このモデルは、Zeekr V3スーパーチャージャーで546kWの充電速度に達している。

### 2025年モデル
2024年8月、2024年モデルの発売から6か月後、Zeekrは2025年モデルを発売した。このモデルでは、Geely独自のHaohan Smart Driving 2.0システムがアップグレードされ、自動運転機能が大幅に強化されている。Haohan Smart Driving 2.0のハードウェアは、1つのライダー、12台の高解像度カメラ、5つのミリ波レーダー、12台の超音波レーダーで構成されている。自動運転チップは、処理能力が48TopsしかないMobileyeのデュアルEyeQ5Hから、処理処理力が508TopsのデュアルNvidia OrinXにアップグレードされている。非常に頻繁な車両マイナーチェンジ（1年以内にほぼ3回のフェイスリフト）のため、2025年モデルの発売は既存の車の所有者から強い抗議を引き起こしました。激しい抗議に圧力をかけられ、新モデル発表会のライブ配信でのコメント機能は、ライブ配信全体を通じてオフにされた。一部の所有者は抗議のためにZeekrの本社に押し入り、補償を求めた。 Zeekrは、旧モデル所有者への新しいHaohanシステムへのアップグレード欲求を拒否した。また、HaohanとMobileyeのソリューションは、チップ、システム制御、配線レイアウトの点で異なるハードウェアレイアウトを採用しているため、ハードウェアのアップグレードは不可能である。と説明した一方、古いMobileyeシステムは引き続き更新されると発表した。

## 安全性
ユーロNCPでのテスト結果
Zeekr 001 ロングレンジ RWD (LHD) (2024) 
| テスト項目   | ポイント | パーセント |
| ------------ | -------- | ---------- |
| 総合評価     | ★★★★★    | -          |
| 大人の乗員   | 35.9     | 89％       |
| 子供の乗客   | 43.5     | 88％       |
| 歩行者       | 53.0     | 84％       |
| 安全アシスト | 15.1     | 83％       |

関連項目
- 日本電産 - 本車種に搭載されているトラクションモータシステムを供給する[1]。
- 本データは、北米版wikipediaからの翻訳。